# Hofwil
Hofwill – wieś w szwajcarskim kantonie Berno, należąca do gminy Münchenbuchsee. Dawna siedziba komturii Zakonu Joannitów. Siedziba Instytutu Fallenberga –
jednej ze szkół dla synów zamożnych rodzin z całej Europy. Dziś w budynkach dawnego instytutu działa zwykła szkoła z internatem. We wsi znajduje się też neoklasycystyczny Zamek Hofwil zbudowany w latach 1784-1786.

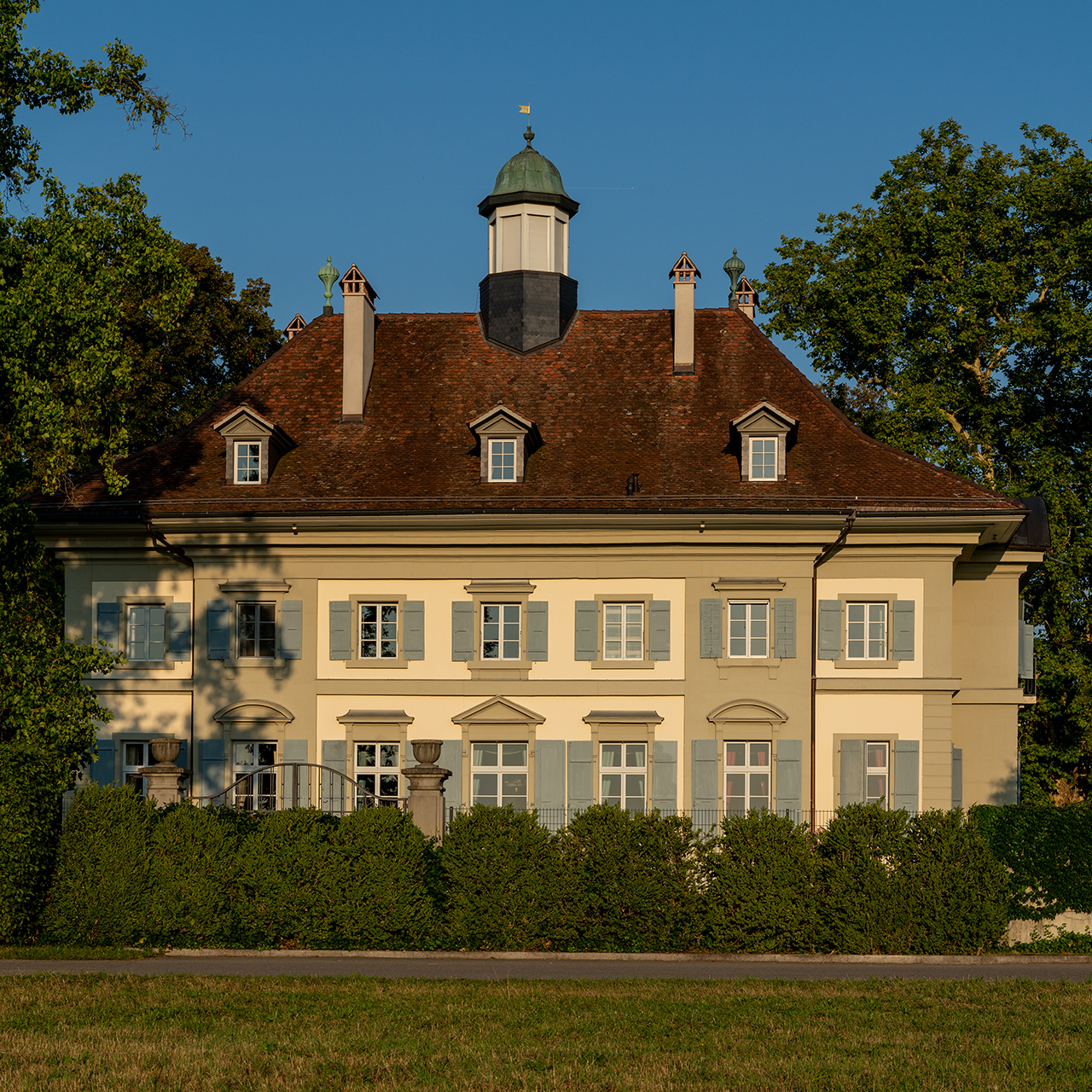
Zamek Hofwill

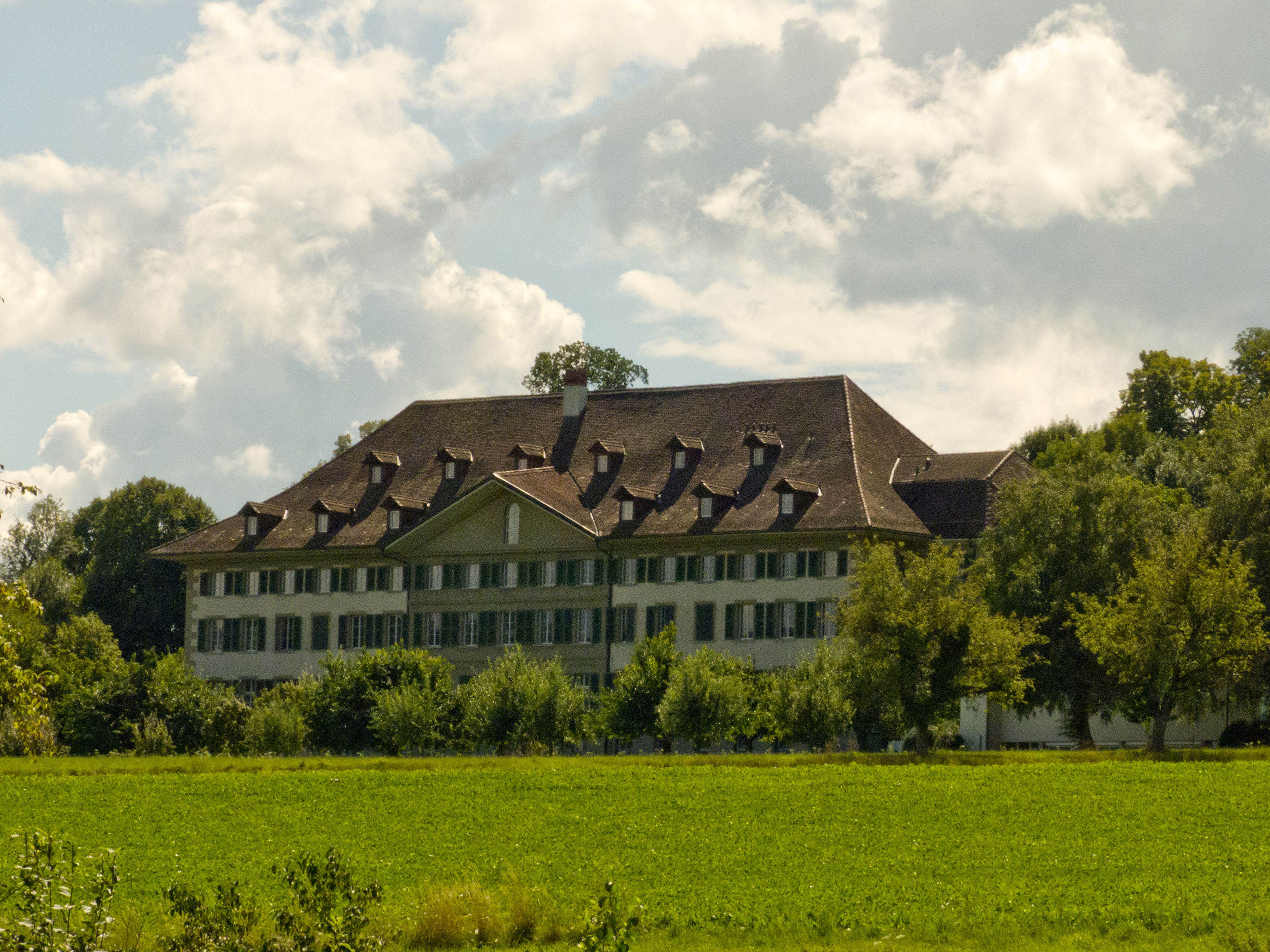
Budynek dawnego Instytutu Fallenberga w Hofwill